# Easton (Massachusetts)
Easton – miasto w Stanach Zjednoczonych, w stanie Massachusetts, w hrabstwie Bristol.